# Unfallkrankenhaus Meidling

Unfallkrankenhaus Meidling (Im Hintergrund die Wienerberg City, im Vordergrund die Groß-Baustelle für das neue AUVA-Rehab-Zentrum „Weißer Hof Meidling“)

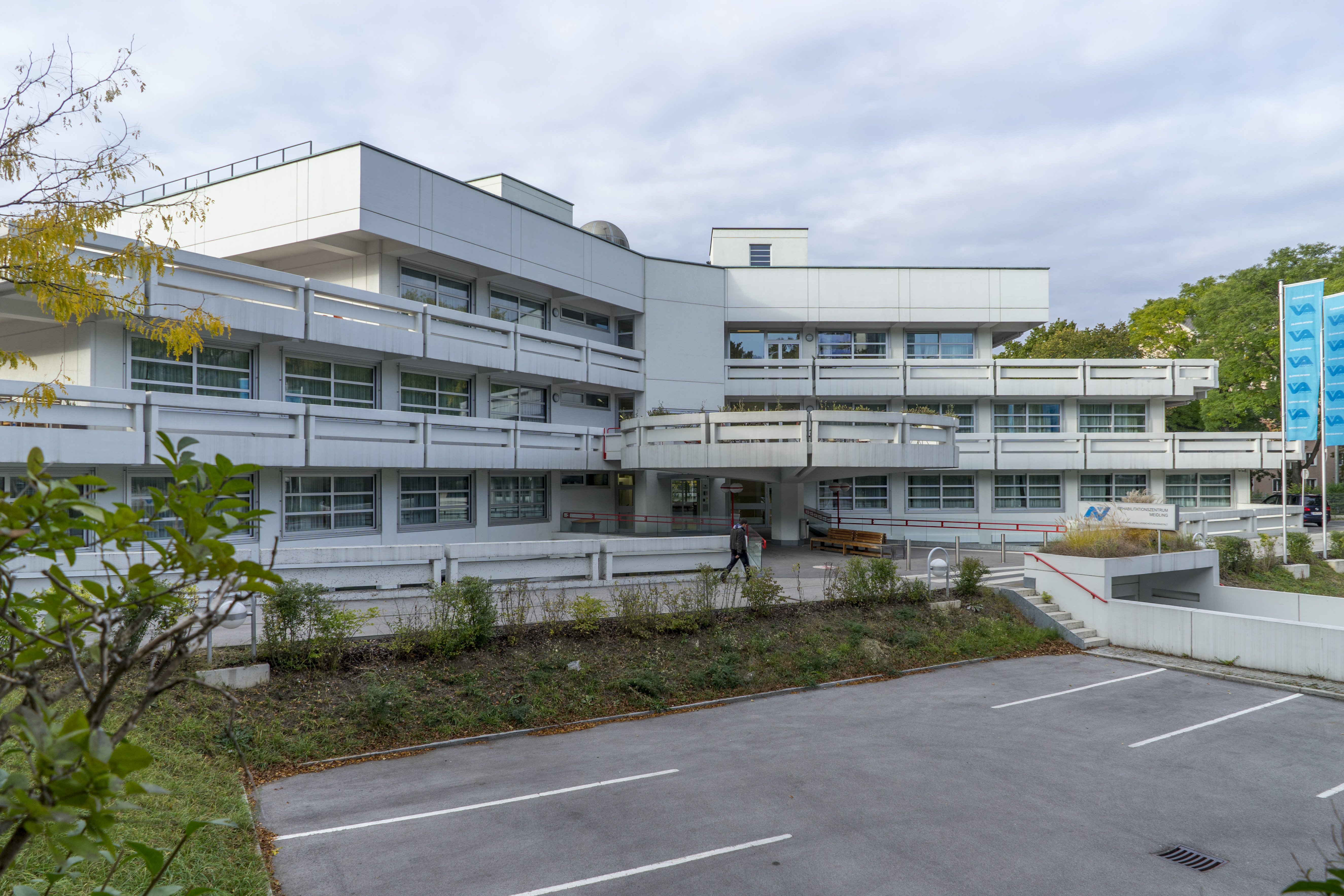
Der hintere Teil des Krankenhauses, geplant von Architekt Gustav Peichl

Das Unfallkrankenhaus Meidling (seit 2018 offiziell AUVA-Traumazentrum Wien – Standort Meidling) ist ein Unfallkrankenhaus im 12. Wiener Gemeindebezirk Meidling, Kundratstraße 37 und einer von zwei Standorten des Traumazentrums Wien. Trägerorganisation ist die Allgemeine Unfallversicherungsanstalt (AUVA). Seit 2020 ist es Fakultätsklinikum und Kooperationspartner der Sigmund Freud PrivatUniversität.

## Geschichte
Der Beschluss zum Bau des UKH Meidling fiel 1950. Im Jahr 1956 erfolgte die Eröffnung unter Leitung von Primarius Otto Russe. Bis 1981 wurden eine Million Patienten versorgt. Bedeutende Erweiterungen und Umbauten erfolgten 1976–79, 1997 und 2007–2011.

## Medizinische Ausstattung
Das Krankenhaus hat 174 Betten (davon 12 Intensivbetten), etwa 78 Ärzte und 500 Mitarbeiter. Damit zählt es zu den größten Unfallspitälern Europas. Jährlich werden im Durchschnitt 4.300 Operationen und etwa 14.000 operative Wundversorgungen durchgeführt. Zur Versorgung von Knochenbrüchen werden pro Jahr über 40.000 Gipsverbände angelegt. Auch Nachbehandlungen und Rehabilitation stehen am Programm. Die Zahl der jährlich versorgten Personen liegt bei etwa 8.000 stationären und 65.000 ambulanten Patienten.
Das operative Spektrum deckt die gesamte Unfallmedizin, insbesondere die Unfallchirurgie und Rehabilitation, ab und reicht von einfachen Wundversorgung bis zu komplexen Knochenbrüchen, Replantationen, Wirbelsäulen- und Weichteilverletzungen. Bei Bedarf, beispielsweise bei mehrfachverletzten Patienten, können interdisziplinäre Maßnahmen erfolgen (Beiziehung entsprechender Konsiliarfächer).
Das Krankenhaus kooperiert eng mit dem benachbarten Rehabilitationszentrum Meidling.

## Etappenweiser Umbau
Seit 1996 wird das Unfallkrankenhaus etappenweise umgebaut. Im November 2008 erhielt es südseitig (in der Köglergasse) einen neuen Zugang für Patienten der Nachbehandlung, um bei der Aufnahme neuer Unfallpatienten jede Wartezeit zu vermeiden. Im nächsten Schritt wird ein eigenes Erstversorgungszentrum im 1. Obergeschoß errichtet, wofür das Hauptportal in der Kundratstraße ab Februar 2009 gesperrt werden muss. Die Nachbehandlung wird im Erdgeschoß konzentriert und die Physiotherapie vergrößert. Anfang September 2012 eröffnete das Unfallkrankenhaus eine Intensivbettenstation.
Derzeit wird neben dem Hauptgebäude ein neuer Bettentrakt mit 52 Betten des Rehabilitationszentrums für Schädel-/Hirn-Verletzte und eine Tagestherapie errichtet. Das von Architekt Gustav Peichl 1968 geplante Altgebäude des „RZ“ wird generalsaniert und zu einem Therapiezentrum umgebaut, in das man durch barrierefreie Verbindungswege vom Unfallkrankenhaus ins Rehabilitationszentrum gelangen kann.

## Galerie

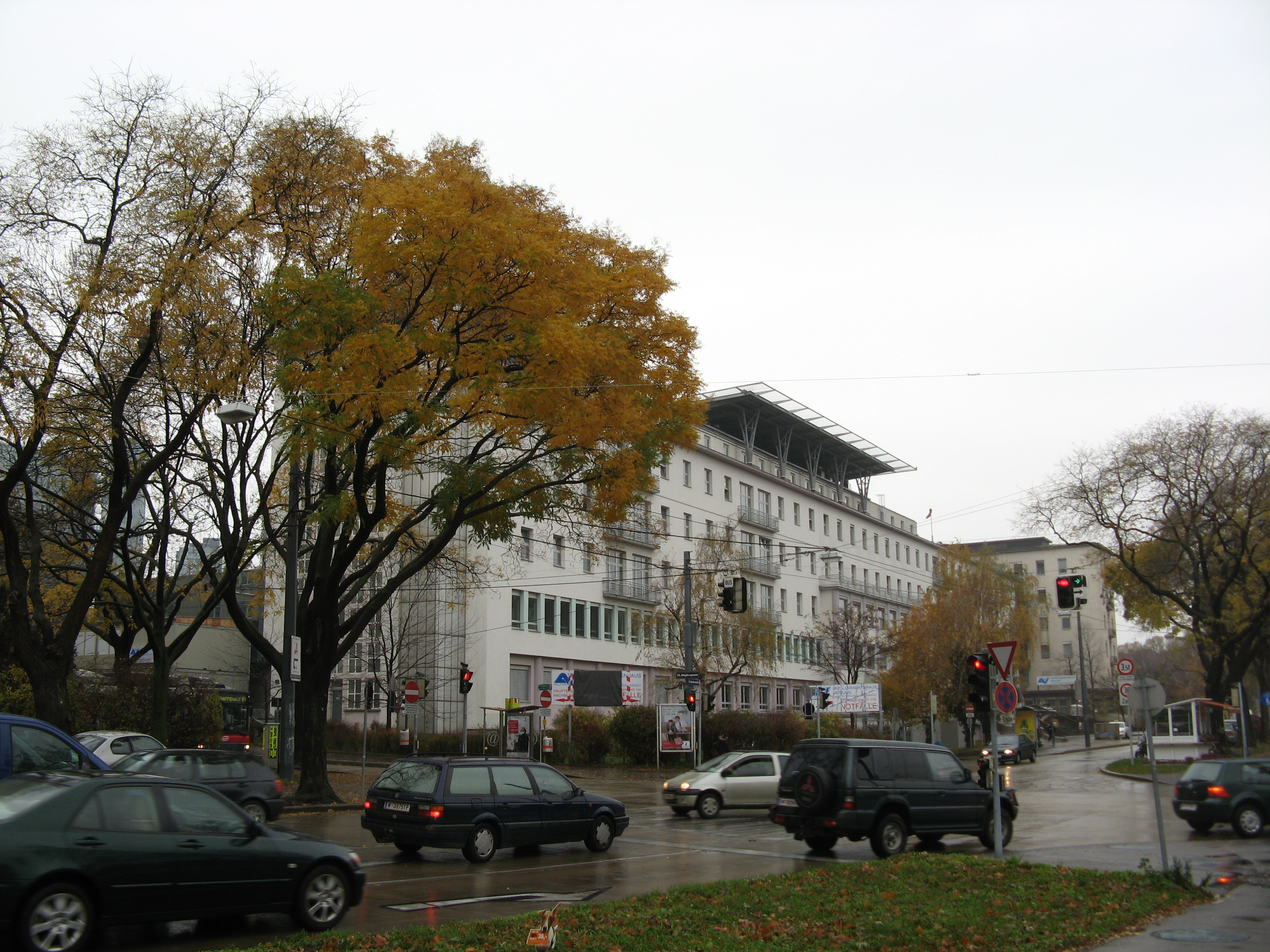
AUVA-Traumazentrum Wien – Standort Meidling
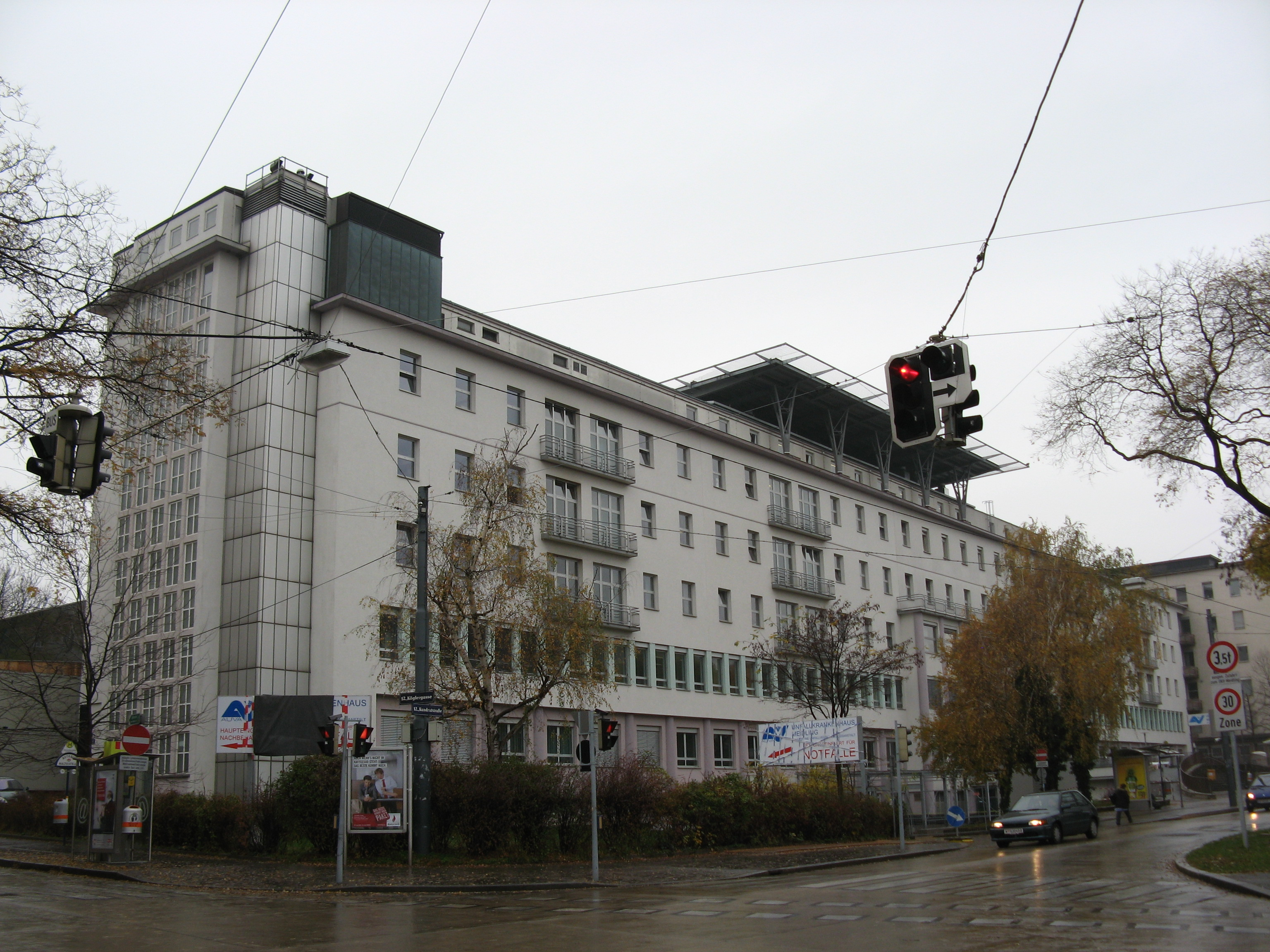
AUVA-Traumazentrum Wien – Standort Meidling
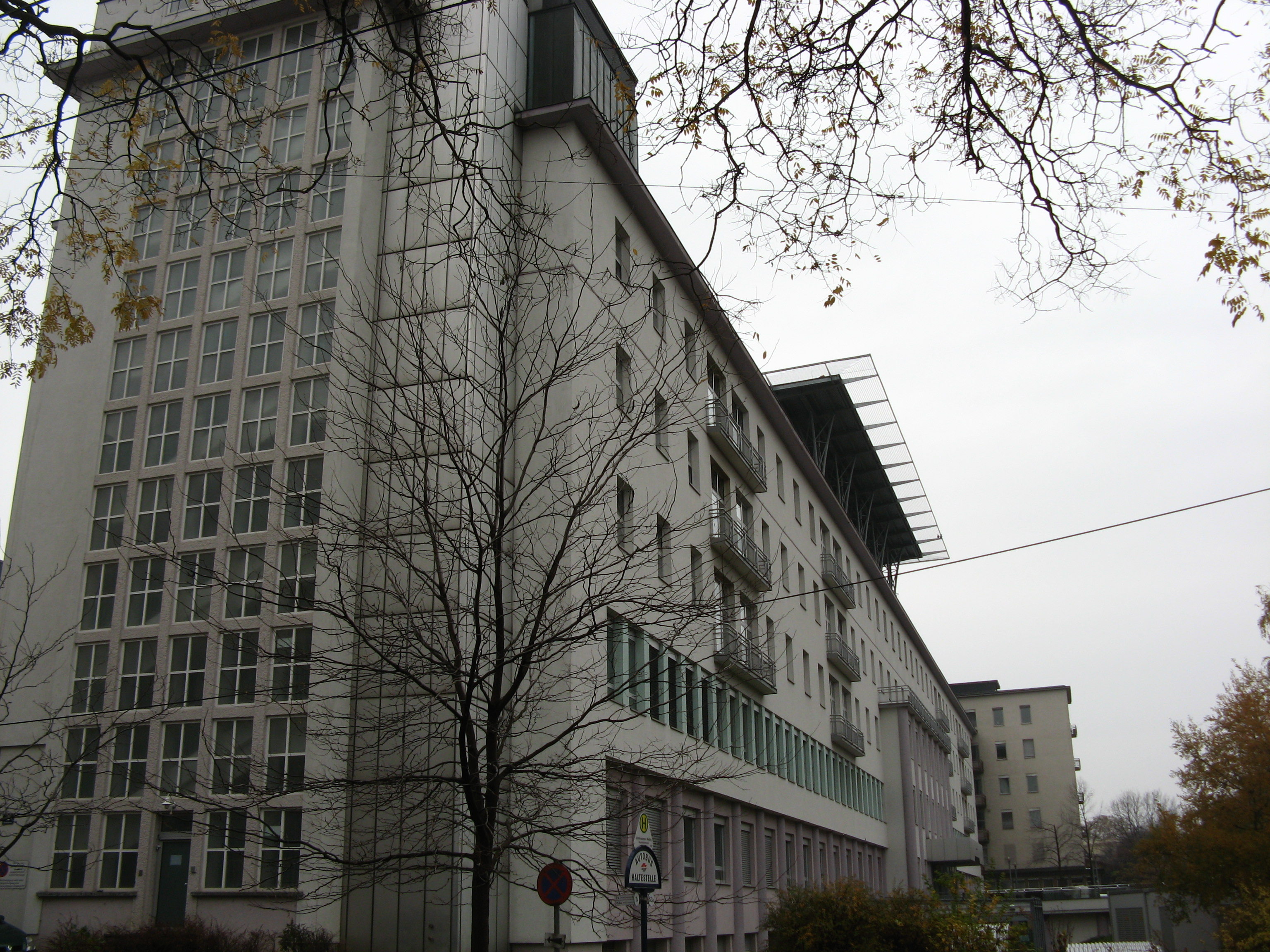
AUVA-Traumazentrum Wien – Standort Meidling
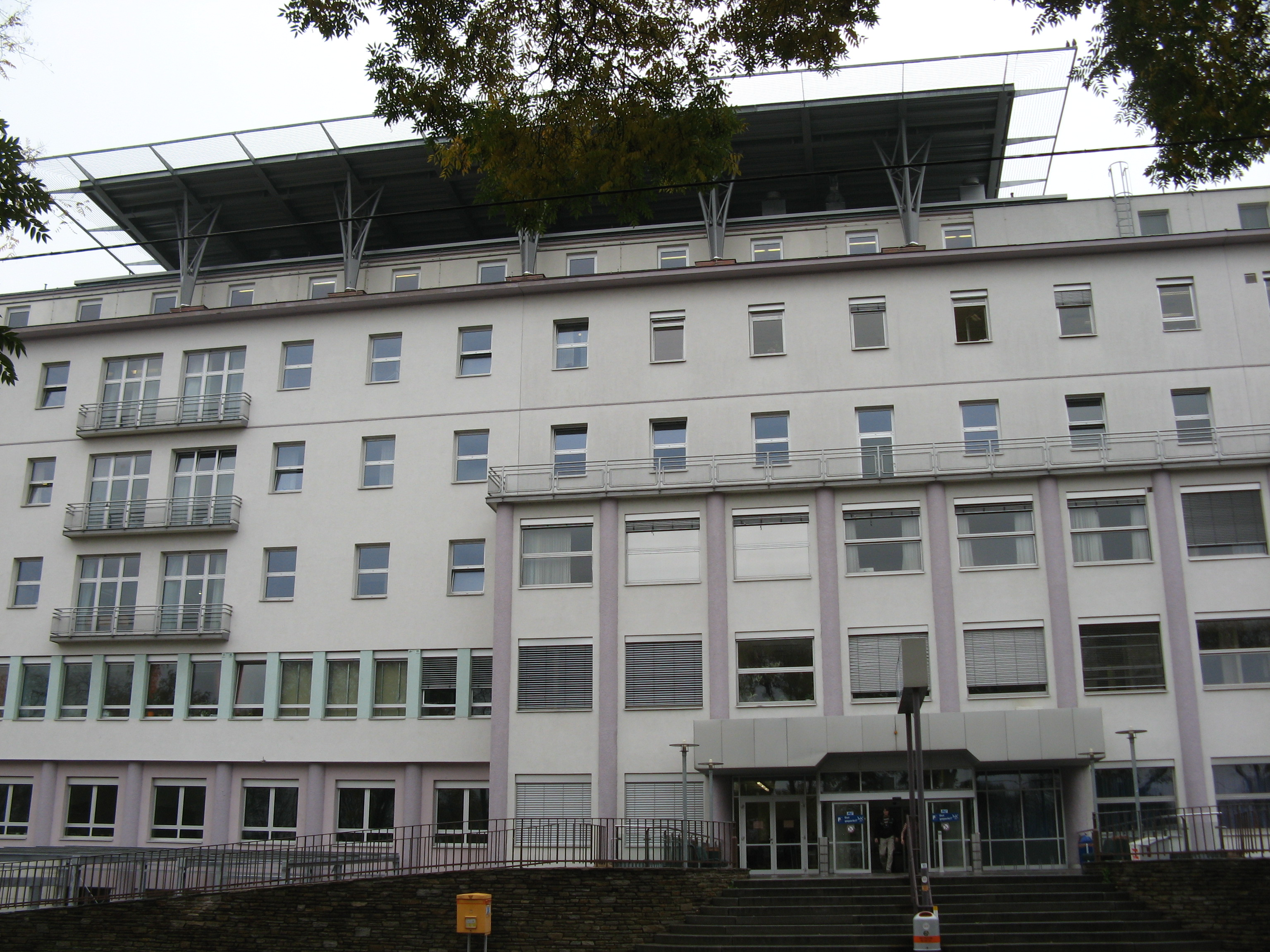
AUVA-Traumazentrum Wien – Standort Meidling
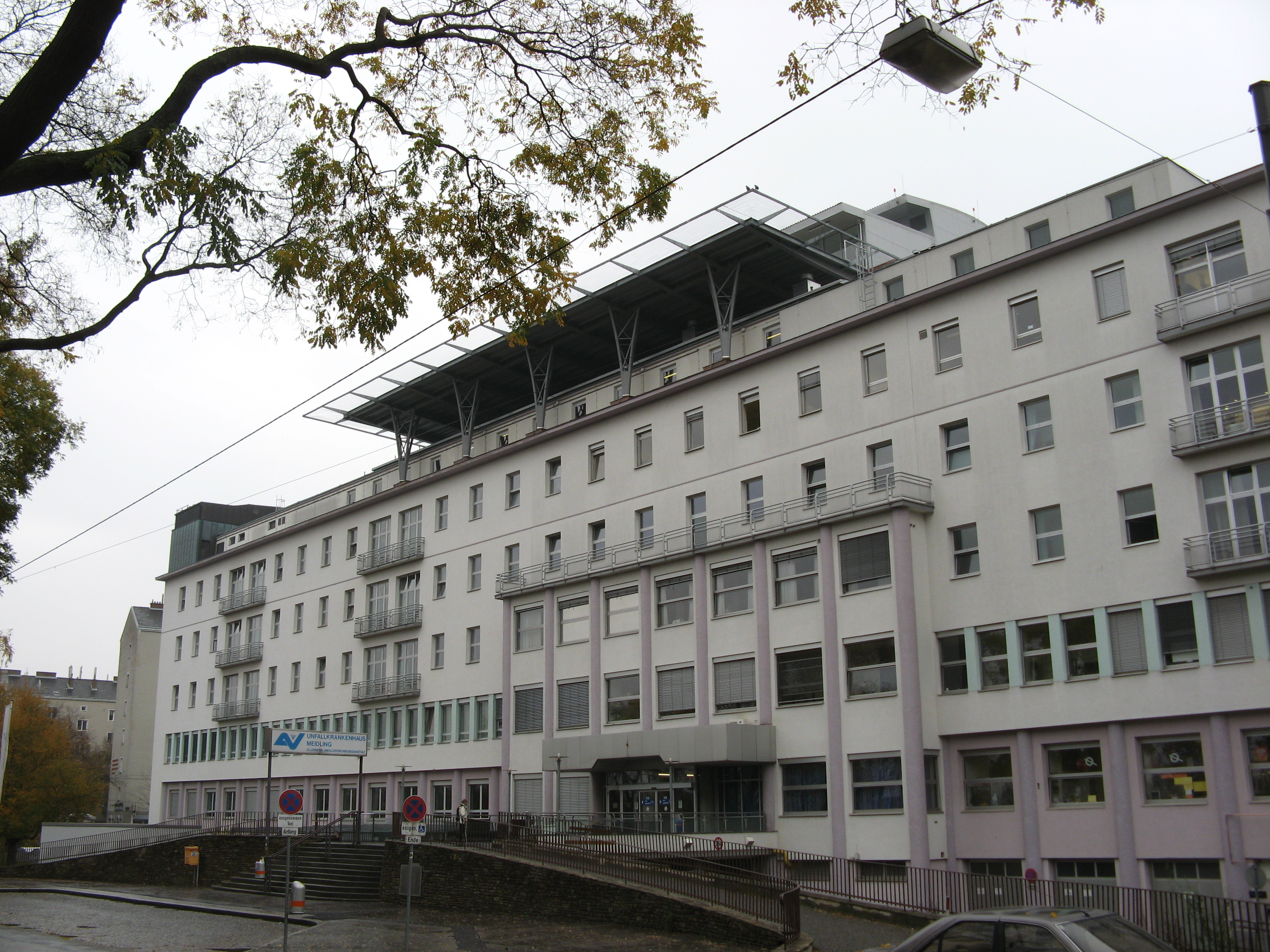
AUVA-Traumazentrum Wien – Standort Meidling
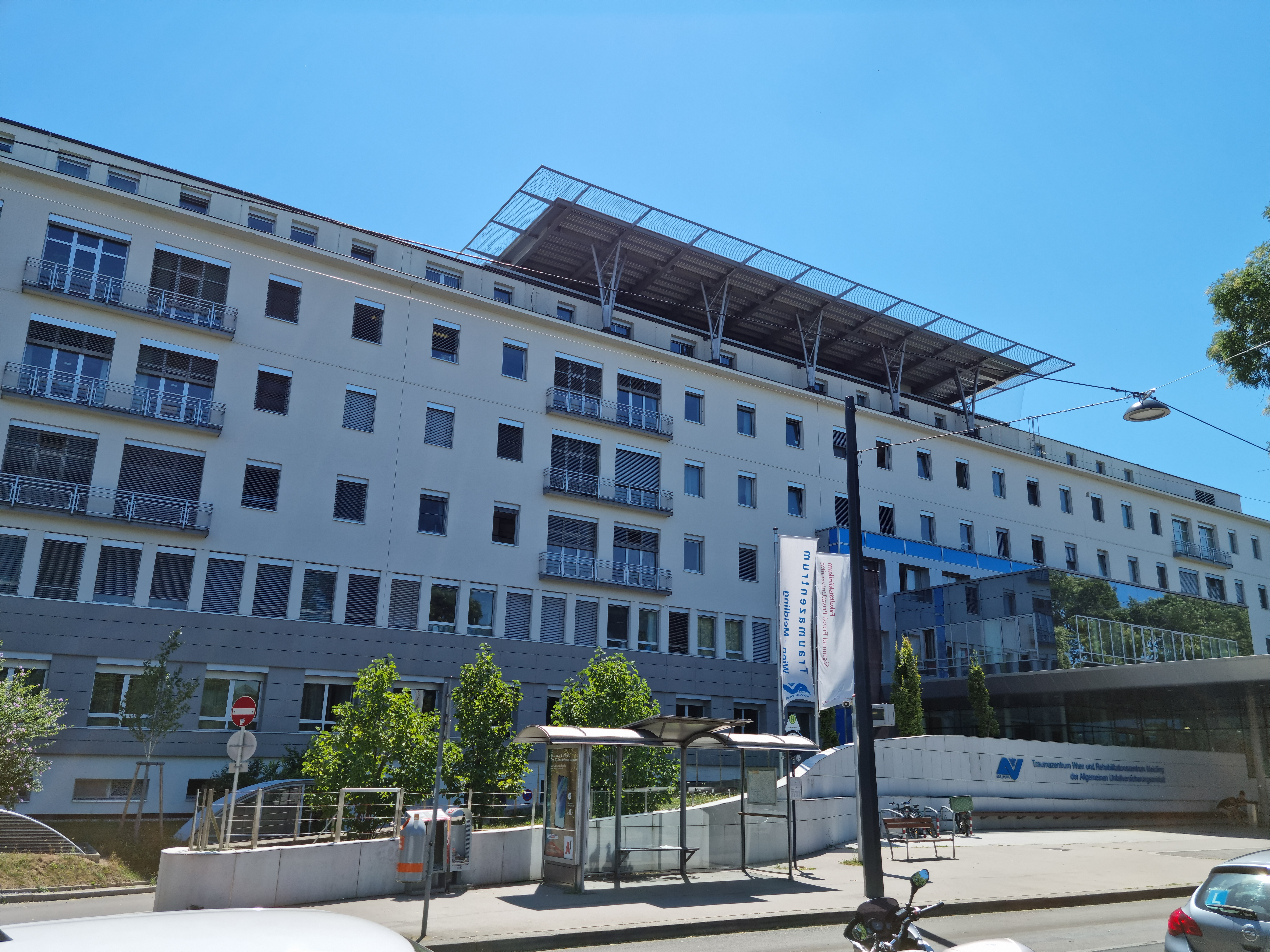
AUVA-Traumazentrum Wien – Standort Meidling
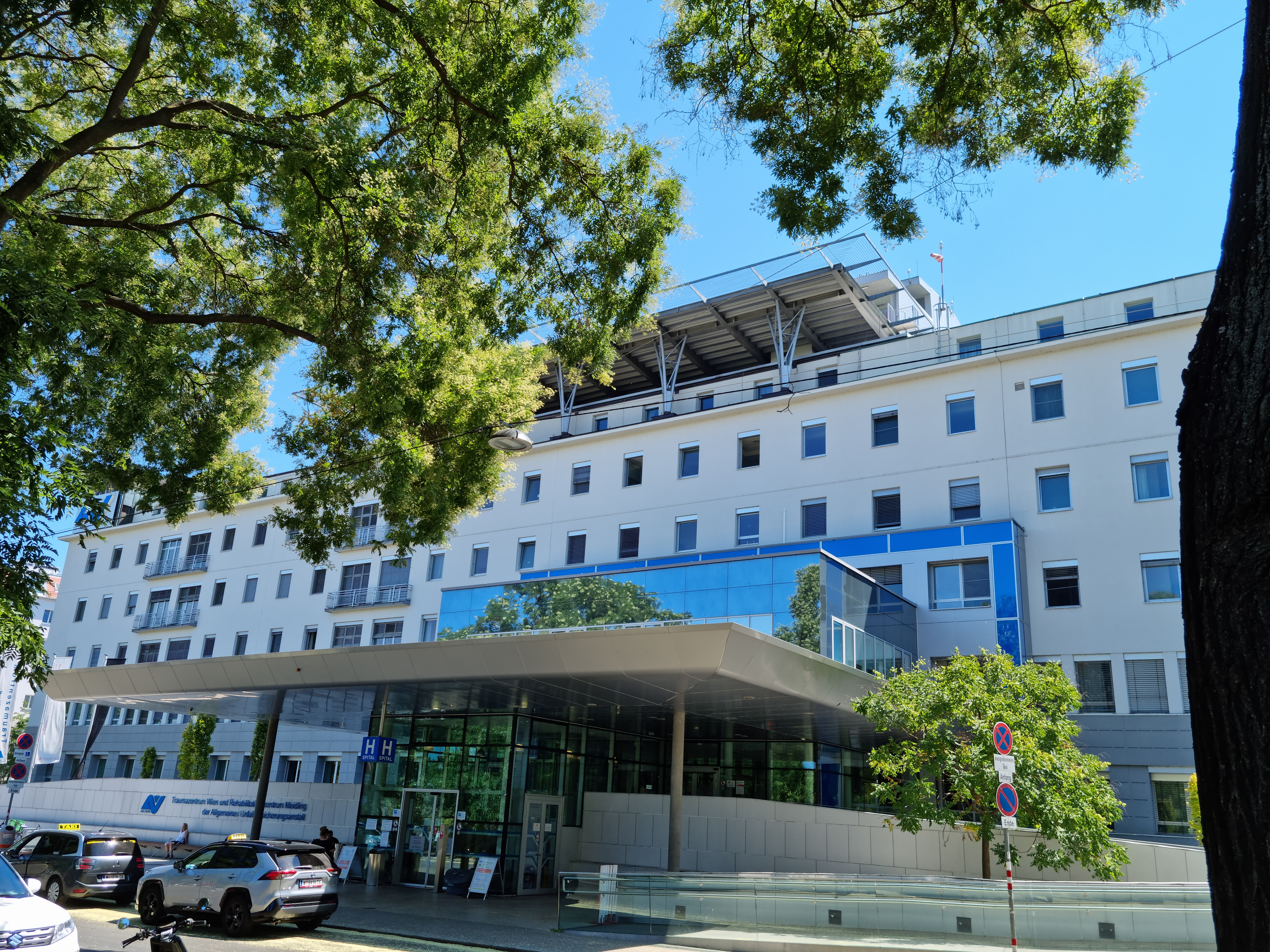
AUVA-Traumazentrum Wien – Standort Meidling
AUVA-Traumazentrum Wien – Standort Meidling vom Meidlinger Friedhof aus betrachtet
AUVA-Traumazentrum Wien – Standort Meidling samt Groß-Baustelle für das neue AUVA-Rehab-Zentrum „Weißer Hof Meidling“
AUVA-Traumazentrum Wien – Standort Meidling samt Groß-Baustelle für das neue AUVA-Rehab-Zentrum „Weißer Hof Meidling“